# Burba
Burba, por vezes referido como burba jalofo (lit. "rei (bur) de Jalofo"), foi o título utilizado pelos governantes do Império Jalofo, no território do atual Senegal.